# Судакова, Ирина Сергеевна
Ирина Сергеевна Судакова (род. 5 сентября 1982, Ленинград) — российская шахматистка, гроссмейстер (2004) среди женщин.
Нормы женского гроссмейстера: Крк (2003), Санкт-Петербург (2003), Владимир (2003).
Участница 4-х клубных кубков Европы (2001, 2005—2007).
Выступления в турнирах: Санкт-Петербург (Мемориал Руденко, 2005) — 2—4-е, Риека (2006, 2007) — 1-е место.

## Изменения рейтинга
| Графики недоступны из-за технических проблем. См. информацию на Фабрикаторе и на mediawiki.org. |